# Eksplozija v Gërdecu
Eksplozija v Gërdecu se je zgodila v soboto, 15. marca 2008, dopoldan. V vasi Gërdec, ki je od albanskega glavnega mesta Tirane oddaljena približno 14 km, je zadonela močna eksplozija, ki so jo slišali celo v 170 km oddaljenem v Skopju, glavnem mestu Makedonije. Močne detonacije so se ponavljale še naslednjih 24 ur. Po bližnjih vaseh so padale aktivirane artilerijske in topniške granate, ki so uničevale hiše in prizadejale smrtne žrtve. Ljudje so panično bežali in se skrivali v raznovrstna priročna zaklonišča. Mnogi so zaklon poiskali tudi v bunkerjih, ki so razsejani po vsej Albaniji (cca. 700.000), ki so bili zgrajeni v času diktatorja Enverja Hoxhe.

## Povod
Albansko ministrstvo za obrambo je leta 2006 podpisalo pogodbo z ameriškim podjetjem Southern Ammunition Company Inc. za uničenje 100 milijonov nabojev kalibra 7,62 mm, 20 milijonov kalibra 12,7 mm in 20 milijonov kalibra 14,5 mm. Naslednja pogodba je vsebovala tudi strelivo kalibrov 40–152 mm. Ameriško podjetje je za podizvajalca najelo albansko podjetje Alb-deml. Le nekaj mesecev pred katastrofo so staro vojašnico spremenili v tako imenovano »tovarno«, kamor so v dveh mesecih nakopičili 9000 ton starega streliva, ki so ga potem razstavljali. Odstranjevali so smodnik in pripravljali medeninaste kartuše za surovinsko prodajo. Zaposlenih je bilo okoli 70 ljudi, predvsem civilistov iz bližnjih vasi. Eksplozivna telesa so razstavljali celo otroci, stari 13 let.

## Vzrok
Vzrok eksplozije ni popolnoma znan. Glede na to, da delavci niso imeli potrebnega tehničnega znanja ter da eksploziv ni bil pravilno skladiščen, je možnih vzrokov lahko več. Najverjetneje sta bila vzroka za nesrečo neupoštevanje varnostnih pravil ter malomarnost, izključena pa ni niti sabotaža.

## Posledice
26 ljudi je umrlo, več kot 300 jih je bilo ranjenih. 318 domov je bilo porušenih do tal, poškodovanih pa skoraj 4000. Nastajali so globoki kraterji in nove vzpetine. Po eksploziji so zemljišča ponekod v okolici višja za 20 metrov, kraterji so sedaj mala jezera, globoka do 20 metrov. Vso to zemljo je bilo treba pregledati in odstraniti vse dele, ki so jih v okolico raznesle eksplozije. Ker je zemlja še dodatno pognojena z nitratom, ki je sestavni del eksploziva, se območje hitro zarašča, kar povzroča še dodatne težave pri pregledovanju območja.

## Prenova prizadetega področja
Pol leta po katastrofi je bila večina domov že popravljena. Zgradili so več hiš, kot jih je bilo uničenih v nesreči. Gradnja je stala okrog 30 milijonov ameriških dolarjev. Država pri odškodninah ni varčevala. Več kot 1500 vojakov se je takoj lotilo čiščenja. Razdelili so tisoč šotorov. Ustanovili so 40 tehničnih petčlanskih komisij, sestavljenih iz predstavnikov lokalnih in državnih oblasti, svetovalcev in ocenjevalcev, ki takoj odšli na prizorišče. S tem so pokazali prebivalcem, da jim bo vlada pomagala in tako omilila posledice po nesreči. V dveh tednih so že bile narejene ocene škode, na katere je bila možna tudi pritožba.
Vso nastalo škodo so jim povrnili. Tisti, ki jim je eksplozija hiše popolnoma uničila, so dobili še dodatnih 2000 ameriških dolarjev na osebo za pohištvo, obleke in kuhinjske predmete. Do izgradnje novih domov so jim ponudili brezplačno domovanje. Tisti, ki so izgubili družinskega člana, so dobili po 20000 ameriških dolarjev, poškodovani pa 1000 ameriških dolarjev. Nadomestili so celo izgubo živine in pridelka.

## Ozadje nesreče
Skladišča orožja so raztresena po vsej Albaniji, saj vojska v prejšnjem sistemu ni premikala orožja po vsej državi. Sedaj, ko se njihovo število zmanjšuje, pa nimajo zadosti vojakov, da bi stara skladišča varovali. Orožje prevažajo iz enega skladišča v drugega in možnost nesreče je velika. Po ocenah je v Albaniji vsaj 190 tisoč ton vojaške opreme. Največ tega so ostanki prijateljevanja z bivšo Sovjetsko zvezo in Ljudsko republiko Kitajsko v šestdesetih in sedemdesetih letih. 90 odstotkov orožja pa je starejšega od 40 let.

## Pritisk mednarodnih lobijev
Če bi Albanija hotela izpolniti pričakovanja zveze NATO, bi morala podreti vsa obstoječa skladišča in zgraditi nova. Stroški bi bili milijonski samo za gradnjo. Nekaj obstoječih zgradb bi bilo mogoče spremeniti v dostojna skladišča, ampak bi morali vsaj za polovico zmanjšati količino streliva. S tem bi izboljšali možnosti za načrtovanje. A do takrat, ko bi vse izpeljali, bi zaloga že zastarala in bi jo bilo treba zamenjati. Skladišča zgrajena po standardih NATO bi morali potem napolniti z novimi stvarmi.